# Drostan
San Drostan, talvolta citato anche come Drustan, Dustan, Tristan e Throstan, viene italianizzato in Drostano (... – inizi del VII secolo), è stato un abate scozzese fondatore del monastero di Deer nell'Aberdeenshire. Le sue reliquie vennero traslate alla chiesa di Aberdour, nelle vicinanze della sua fonte sacra. Viene venerato dalla chiesa cattolica e la sua festività ricorre l'11 luglio.

## Biografia

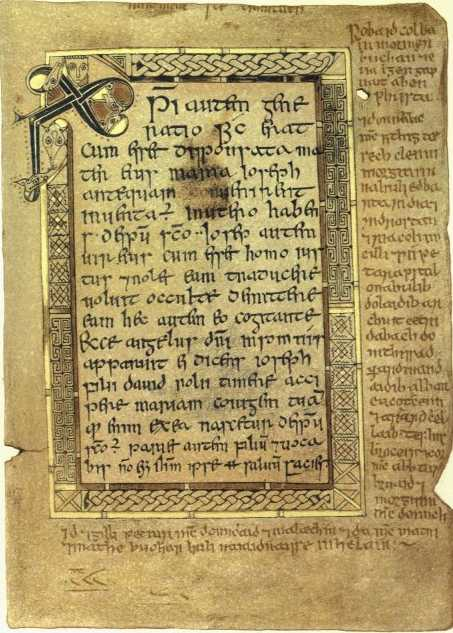
Una pagina del Book of Deer

Fu un abate scozzese morto agli inizi del VII secolo. Tutto ciò che si conosce di lui si trova nel "Breviarium Aberdonense" e nel "Book of Deer", un manoscritto nel IX secolo, ora nella Biblioteca dell'Università di Cambridge, ma queste due fonti non collimano in alcuni particolari. Egli sembra essere appartenuto alla famiglia reale del Scoti e il nome di suo padre doveva essere Cosgrach. Mostrando segni di vocazione religiosa, venne affidato in tenera età alle cure di san Columba che lo plasmò e gli diede l'abito monastico. Accompagnò Colombano nella sua visita ad Aberdour in Buchan, a circa 70 km. da Aberdeen. Il sovrano dei Pitti diede loro il sito di Deer, 21 km. verso l'entroterra, dove fondarono un monastero.
Quando Colombano tornò a Iona lasciò Drostan come abate del nuovo monastero. Alla morte dell'abate di Dalquhongale (Holywood) alcuni anni dopo, Drostan fu designato a succedergli. In seguito, sentendosi chiamato a una vita di maggiore solitudine, si dimise dall'incarico e si diresse più a nord divenendo un eremita a Glenesk. La sua santità attirò i poveri ed i bisognosi e gli vennero attribuiti molti miracoli, compreso il ripristino della vista ad un sacerdote di nome Symon.
Dopo la sua morte le sue reliquie furono trasferite ad Arberdour e onorevolmente conservate lì. Il Breviario di Aberdeen celebra la sua festa il 15 dicembre. Il monastero di Deer, che era caduto in rovina, fu ricostruito dai monaci cistercensi nel 1213 continuando ad essere abitato fino alla riforma scozzese.

## Culto
San Drostan è venerato come santo; la Chiesa cattolica lo ricorda l'11 luglio come recita il Martirologio Romano: